# Het hoofdkussenboek
Het hoofdkussenboek (枕草子, Makura no Sōshi) is een boek uit de Japanse literatuur. Het boek is een verzameling van observaties en conclusies opgeschreven door Sei Shōnagon tijdens haar tijd als hofdame voor keizerin Sadako (van 990 tot 1000). Het boek werd voltooid in 1002.
In het boek omschrijft Sei Shōnagon onder andere haar persoonlijke gedachten, interessante of opvallende gebeurtenissen aan het hof, gedichten en soms haar eigen meningen over bepaalde zaken van het hof. Hoewel het grotendeels een persoonlijk werk is, maken de gedichten het tot een officieel werk binnen de Japanse literatuur. Het boek is, naast zijn culturele waarde, tevens een document van grote historische waarde. De oorsprong van gebruiken uit de hedendaagse Japanse cultuur komen hier naar voren. Zo wordt bijvoorbeeld beschreven hoe kakigōri, het populaire Japanse schaafijs, is ontstaan.
Het boek werd in 1889 voor het eerst vertaald in het Engels door T. Purcell en W. G. Aston. Andere vertalingen in het Engels werden gedaan in 1967 door Ivan Morris en in 2006 door Meredith McKinney.
In 1986 verscheen een Nederlandse vertaling door Paul Heijmans, gebaseerd op de vertaling door Ivan Morris. In 2018 verscheen een Nederlandstalige versie die rechtstreeks werd vertaald vanuit het Japans door Jos Vos.

## Soortgelijke boeken
Een hoofdkussenboek is een collectie van notities die een periode in iemands leven omschrijven. In dit opzicht bestaan er meerdere hoofdkussenboeken. Eleanor Bron en Heather Mallick hebben beide deze vorm van schrijven gebruikt om essays te verzamelen. Aidan Chambers' roman This Is All, the Pillow Book of Cordelia Kenn is gebaseerd op het concept van Het hoofdkussenboek.
In 1996 verscheen de film The Pillow Book, waarin weliswaar een modern verhaal wordt verteld, maar toch gerefereerd wordt naar Sei Shōnagons werk.